# Wypowiedź opisująca
Wypowiedź opisująca (opisowa, deskryptywna, stwierdzająca, konstatująca, asertoryczna) – wypowiedź, która zawiera w sobie stwierdzenie o tym, że coś istnieje albo nie istnieje. 
Wypowiedzi opisujące są prawdziwe, ilekroć stan rzeczy, o którym się one wypowiadają, że występuje, rzeczywiście występuje, a stan rzeczy, o którym się one wypowiadają, że nie występuje, rzeczywiście nie występuje. 
Wypowiedzi opisujące są fałszywe, gdy stan rzeczy, o którym się one wypowiadają, że występuje, w rzeczywistości nie występuje, a stan rzeczy, o którym się one wypowiadają, że nie występuje, w rzeczywistości występuje. 
Żeby stwierdzić ich prawdziwość lub fałszywość, muszą one podawać miejsce i czas stanu, o którym jest w nich mowa – jak jest np. w przypadku stwierdzenia, iż teraz w Krakowie za oknami pada deszcz. 
Do wypowiedzi opisujących należą tylko zdania oznajmujące (nie są już nimi zdania pytające ani zdania rozkazujące).